# Synoestropsis stictonota
Synoestropsis stictonota är en nattsländeart som beskrevs av Navás 1932. Synoestropsis stictonota ingår i släktet Synoestropsis och familjen ryssjenattsländor. Inga underarter finns listade i Catalogue of Life.